# Exciter (album)
A Exciter a Depeche Mode 2001-ben megjelent, sorrendben tizedik stúdióalbuma.

A lemez tartalma:

2001 MUTE / Stumm 190
1. "Dream On" – 4:19
2. "Shine" – 5:32
3. "The Sweetest Condition" – 3:42
4. "When The Body Speaks" – 6:01
5. "The Dead Of Night" – 4:50
6. "Lovetheme" – 2:02
7. "Freelove" – 6:10
8. "Comatose" – 3:24
9. "I Feel Loved" – 4:20
10. "Breathe" – 5:17
11. "Easy Tiger" – 2:05
12. "I Am You" – 5:10
13. "Goodnight Lovers" – 3:48

Valamennyi szám Martin Gore szerzeménye.